# Königsmord
Als Königsmord (auch Regizid) bezeichnet man den Mord an einem König. Königsmörder sind Personen, die einen solchen begehen oder zu begehen versuchen. 

## Ursprung Regizid
Speziell mit dem englischen Wort regicides wurden nach dem Sturz des Commonwealth des Lordprotektors Richard Cromwell und der Wiederherstellung der britischen Monarchie 1659 diejenigen 84 Angehörigen des Unterhauses, zumeist Puritaner, verfolgt, die als Richter 1649 für die Hinrichtung von Karl I. gestimmt hatten. Für die meisten wurde die Todesstrafe verhängt. Oliver Cromwell selbst wurde als einer der Hauptschuldigen exhumiert und nachträglich hingerichtet. Einige entzogen sich der Verhaftung durch Flucht. Sie wurden ins Ausland verfolgt und nach London entführt oder konnten unerkannt überleben. 

## Beispiele
In der Geschichte des (ostfränkisch-)deutschen Königstums ist die erste Tötung eines Königs – nicht auf dem Schlachtfeld – im Jahre 1208 zu verzeichnen, in Bamberg. Der römisch-deutsche König Philipp von Schwaben (* 1177) aus dem Geschlecht der Staufer, König seit 1198, wurde auf dem Höhepunkt seiner Macht am 21. Juni 1208 von  Otto VIII. von Wittelsbach ermordet. Er und Albrecht I. von Habsburg († 1. Mai 1308) sind die einzigen römisch-deutschen Herrscher, die einem Attentat zum Opfer fielen.
Bekannte Beispiele sind Macbeth, der am 14. August 1040 den schottischen König Duncan I. tötete, François Ravaillac, der 1610 den französischen König Heinrich IV. erstach, Robert François Damiens, der 1757 ein fehlgeschlagenes Attentat auf König Ludwig XV. verübte, Johan Jacob Anckarström (1792 Mord am schwedischen König Gustav III.) und der damalige nepalesische Kronprinz Dipendra Bir Bikram Shah Dev, dem 2001 der Mord an seinem Vater Birendra Bir Bikram Shah Dev zugeschrieben wurde.

## Redewendung
Im übertragenen Sinne werden bisweilen auch Personen, die zum Sturz von Vorgesetzten beigetragen haben, als Königsmörder bezeichnet.